# Gian Bernardo Capreoli
Gian Bernardo Capreoli (Massafra, 1642 – Poggiardo, luglio 1712) è stato un vescovo cattolico italiano.

## Biografia
Nacque a Massafra dalla nobile famiglia dei Capreoli, figlio di Giovan Bernardo e Caterina Resta.
Il 19 dicembre 1682 venne ordinato sacerdote e divenne vicario apostolico.
L'11 gennaio 1683 fu nominato vescovo della diocesi di Castro di Puglia, divenendo il quarantaseiesimo vescovo nella cronotassi diocesana.
Il suo operato apostolico seguì la linea del suo predecessore, il vescovo De Marco. Fece ultimare l'altare della cattedrale di Castro e, nel 1705, istituì a Poggiardo varie scuole di filosofia, teologia, letteratura e dei primi elementi di grammatica.
Mantenne questa carica fino al luglio 1712, anno della sua morte.
Le sue spoglie sono conservate nella chiesa matrice di Poggiardo (LE), in un mausoleo sepolcrale in stile barocco.

## Curiosità
A Poggiardo e Castro gli sono dedicate due vie; a Massafra si conserva il Palazzo della Famiglia Capreoli; intitolato alla famiglia è il largo antistante il palazzo, vicino alla chiesa di San Benedetto, fatta costruire dalla famiglia Capreoli.